# Bataille de Zenta
Guerre austro-turque (1683-1699)
Batailles
- Vienne
- Párkány
- Vác
- Buda (1)
- Érsekújvár
- Eperjes (en)
- Kassa
- Buda (2)
- Pécs
- Mohács
- Crimée (1)
- Belgrade (1)
- Batočina (en)
- Crimée (2)
- Niš
- Zărnești
- Kačanik
- Mytilène (en)
- Belgrade (2)
- Slankamen
- Belgrade (3)
- Îles Inousses
- Chios
- Zeytinburnu
- Azov
- Lugos
- Andros (1)
- Ulaş
- Cenei (en)
- Andros (2) (en)
- Zenta
- Podhajce
- Samothrace

La bataille de Zenta eut lieu le 11 septembre 1697 juste au sud de la ville, en Hongrie, sur la rive orientale de la Tisza. Ce fut une bataille décisive de la cinquième guerre austro-turque ainsi que l'une des pires défaites jamais infligées à l'Empire ottoman. Cette victoire des Habsbourg fut la dernière étape qui força l'Empire ottoman à signer le traité de Karlowitz, en 1699, qui mit fin à la domination turque sur la Hongrie.

## Contexte
Après le sauvetage de Vienne à la bataille du Kahlenberg en 1683, les Habsbourg, héritiers de la couronne de Hongrie, peuvent mener une politique offensive dans la plaine hongroise. Ainsi, en 1688, Belgrade ainsi que la plus grande partie de la plaine de Pannonie est occupée par les Habsbourg. Mais la guerre de la Ligue d'Augsbourg contre la France distrait de plus en plus de troupes du théâtre danubien et le nouveau grand vizir réorganise l'armée ottomane, entraînant la fin de la succession des succès autrichiens. Belgrade est reprise par les Turcs en 1690 et la campagne militaire de l'année suivante est relativement indécise.
Après une longue période sans mouvement de grande envergure, le sultan Mustafa II, qui vient alors d'accéder au pouvoir, semble vouloir reprendre l'offensive. Eugène de Savoie-Carignan est alors mis à la tête de l'armée du front oriental dans ce qui était son premier commandement indépendant. Ce commandement inaugure la première d'une série de campagnes victorieuses pour le Prince Eugène.
De plus, la fin de la guerre avec la France permet un redéploiement des forces militaires impériales contre l'Empire ottoman. Dans le même temps, Louis XIV modifie sa politique en Europe, abandonnant les Malcontents hongrois, les alliances de revers avec les Ottomans ou les Suédois contre les Habsbourg.
Dans le même temps, les problèmes de commandement au sein des troupes impériales se résolvent : Louis de Bade, Türkenlouis, n'exerce plus de commandement en Hongrie, tandis que l'incapable Frédéric-Auguste de Saxe est remplacé à la faveur de son élection au trône de Pologne.
En dépit de retours offensifs en Hongrie, le redressement ottoman du début des années 1690 semble compromis par les succès russes à Azov.

## Bataille

### Armées et commandements
Le Prince Eugène, acteur des choix stratégiques opérés à partir du début des années 1690 par les Habsbourg d'Autriche, est nommé commandant en chef de l'armée de Hongrie le 5 juillet 1697, dans le contexte du départ de l'électeur de Saxe.
Son armée compte alors en tout 70 000 hommes mais seulement la moitié de ces effectifs se révèlent prêts à se battre. Comme le trésor de guerre est vide, Eugène doit emprunter de l'argent pour payer les soldes et créer un service médical fonctionnel. Grâce au palatin Paul Esterházy, l'armée des Habsbourg se renforce de 10 000 combattants hongrois, tandis que la Milice serbe, soit 10 000 hommes dont une majorité de cavaliers sous les ordres de Jovan Popovic, se joignent également aux forces d'Eugène.

### Manœuvres préliminaires
Quand arrive la nouvelle que le sultan et son armée se trouvent à Belgrade, Eugène décide de rassembler toutes ses troupes disponibles en Hongrie et en Transylvanie et les fait avancer en direction de Petrovaradin, ayant désormais une armée de plus de 50 000 hommes pour faire face aux Ottomans. Le 18 juillet, dans le village de Kolut, Eugène passe ses forces en revue avant de poursuivre son avance sur Petrovaradin en passant par Sombor. Durant le mois d'août, Eugène propose la bataille dans les alentours de la forteresse de Petrovaradin mais les Ottomans, qui tentent d'y mettre le siège, refusent la bataille. Au mois de septembre, les Ottomans font mouvement vers le nord dans le but de prendre la forteresse de Szeged, suivis par l'armée impériale.

### La bataille

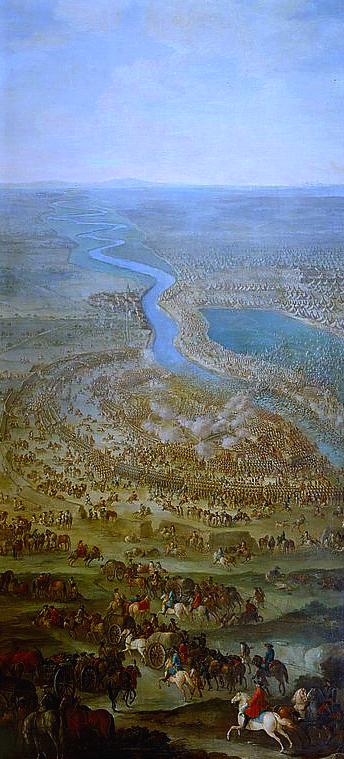
Tableau de Jacques-Ignace Parrocel dépeignant la bataille.

Après la capture de Djafer Pacha par la cavalerie impériale, le projet de siège de Szeged est abandonné ; le sultan décide de prendre ses quartiers d'hiver près de Timişoara. À cette nouvelle, Eugène décide de forcer les Ottomans à livrer bataille.
Le 11 septembre 1697, l'armée ottomane tente de passer à gué la rivière Tisza près de Zenta, sans savoir que l'armée impériale se trouvait dans une zone toute proche. Jovan Popović Tekelija le découvre et en informe le Prince Eugène qui se trouve alors en mesure d'attaquer par surprise les Ottomans en plein franchissement de la rivière. Après un bombardement d'artillerie intensif, les régiments de dragons impériaux démontent et avancent à pied vers les fossés entourant le camp ottoman, échangeant des coups de feu avec l'ennemi. Les troupes ottomanes derrière les retranchements battent alors en retraite dans une grande confusion vers le pont, très vite encombré. L'artillerie autrichienne prend pour cible ces troupes, faisant un massacre. Le flanc droit de l'armée impériale attaque, s'infiltrant entre le flanc gauche des Ottomans et le pont, coupant ainsi leur retraite. Dans le même temps, les forces impériales attaquent de front et, après un féroce corps à corps, franchissent les tranchées entourant le camp ottoman. À l'intérieur du camp, au milieu du train de provisions, les soldats impériaux poursuivent leur attaque implacablement et environ 20 000 Ottomans sont tués sur le champ de bataille alors que 10 000 autres se noient dans la Tisza.

## Conséquences
La bataille constitue une victoire totale pour les Autrichiens ; au prix de pertes minimes (environ 500 morts), ils ont infligé la perte de 30 000 hommes aux Ottomans et capturé le harem du sultan, 87 canons et les coffres du trésor royal. L'armée ottomane est alors dispersée et les Impériaux envahissent la Bosnie sans rencontrer la moindre résistance.
La riche ville de Sarajevo, pratiquement sans défense, est une proie tentante pour les Autrichiens. Les habitants font l'erreur de refuser l'accès aux musulmans de la région fuyant l'invasion, puis de tuer les émissaires autrichiens. Les Impériaux pillent la ville de fond en comble, puis l'incendient. Les musulmans sont emmenés en esclavage et la minorité chrétienne de la ville, par crainte des représailles, s'enfuit en territoire autrichien. Seul le château, défendu par la garnison ottomane, est épargné.
Par le traité de Karlowitz de 1699, le sultan Mustafa II doit céder à l'empereur Léopold la Transylvanie ainsi que les provinces ottomanes de Buda, d'Eger et de Kanizsa, qui deviennent ou sont intégrées aux provinces des Habsbourg connues sous le nom de principauté de Transylvanie, royaume de Hongrie, royaume de Slavonie et Confins militaires.

### Source
- (en) Cet article est partiellement ou en totalité issu de l’article de Wikipédia en anglais intitulé « Battle of Zenta » (voir la liste des auteurs).